# Sandøya
Sandøya is een plaats in de Noorse gemeente Porsgrunn, provincie Telemark. Sandøya telt 303 inwoners (2007) en heeft een oppervlakte van 0,38 km².